# Zuid-Chinees Bergland
Het Zuid-Chinees Bergland (Nan Ling) is een gebergte in zuidelijk China. Het gebergte ligt in de Chinese provincies Hunan, Guangdong en Guangxi. Het gebergte vormt een natuurlijke grens die Centraal-China en Zuid-China van elkaar scheidt.
Lingnan 岭南, met dezelfde twee hanzi, betekenen in de spreektaal de Chinese provincies Kanton en Guangxi.